# Uccelli d'Italia (film)
Uccelli d'Italia è un film del 1985 diretto da Ciro Ippolito.
La pellicola ha per protagonisti i membri del gruppo musicale italiano degli Squallor; il titolo è infatti tratto da quello di un noto album del gruppo.

## Trama
Uno scrittore è in crisi creativa, e davanti alla macchina da scrivere continua a fumare sigarette e a buttare via abbozzi di romanzi, subendo gli sfoghi della moglie insoddisfatta e le richieste dei due figli punk.
Le storie che gli vengono in mente sono i vari episodi del film, tutti ispirati in realtà a canzoni degli Squallor.
Gli episodi sono inframezzati da finti spot pubblicitari di telenovele come "I Visitors" o "Anche i ricchioni piangono", in onda sul canale televisivo "Italia culo".

## Colonna sonora
Oltre ad alcune canzoni degli Squallor (tra cui Tombeado, Al Traditore, Ne Me Tirez Plus) nella colonna sonora sono presenti anche tre brani dei Village People: Sex Over The Phone, Power Of The Night e I Won't Take No For An Answer.
La canzone nei titoli di testa è A Chi Lo Do Stasera degli Squallor.